# 久保原村
久保原村（くぼはらむら）は、かつて岐阜県恵那郡にあった村である。
現在の恵那市山岡町久保原に該当する。

## 大字・字
- 大字:無し
- 字:安野入、休場、丸山、檜洞、沖、竹之上、岩ケ洞、鳶ケ巣、中西前、北洞、殿外津、稲葉下、大久手、立岩、申堂前、横吹、宮野前、三升蒔、細洞、柏崎、藤上、權田、芋ヶ洞、木屋ケ入、井野口、大久醐、町名平、梅平、西大平、樫木、古野川、向古野川、東山上ケ平、福神平、端田、東上

## 歴史
- 江戸時代は岩村藩領。
- 1889年（明治22年）7月1日 - 町村制により久保原村が発足。
- 1897年（明治30年）4月1日 - 上手向村、馬場山田村とと合併し、遠山村が発足。同日久保原村は廃止。

## 神社
- 休場 八幡神社 - 応神天皇 寛文2年10月創建
- 申堂前 熱田神社 - 日本武尊 宝暦10年10月再建
- 三升蒔 日吉神社 - 大山咋神 文禄4年9月再建

## 寺院
- 林昌寺 (恵那市)